# 特勒弗斯山脈
特勒弗斯山脈（英語：Traverse Mountains）是南極洲的山脈，位於帕爾默地西部，海拔高度約1,550米，在1935年11月23日由美國的探險家拍攝空中照片，在1936年由英國探險隊測量。
69°57′S 67°54′W / 69.950°S 67.900°W